# Milena ZeVu
Milena Zečević Vujičić (devojačko Zečević; Beograd, 22. jul 1972) poznatija kao Milena ZeVu, je srpska  multimedijalna konceptualna umetnica. Kreator je koncepta ArtWalks - Umetnost u pokretu, koji predstavlja spoj slike, video radova, bodi arta i performansa.

## Biografija
Ćerka je slikara Veljka Zečevića i Mileve Zečević, koji su 80-ih godina prošlog veka osnovali galeriju „Zečević“ u Beogradu, jednu od prvih privatnih galerija u SFRJ, . Odrasla je okružena umetnicima i boemima, što je znatno uticalo na njen umetnički razvoj. Diplomirala je 1997. godine, na Fakultetu primenjenih umetnosti, Univerziteta u Beogradu.  

## Umetnički stil
Milena ZeVu je multimedijalna konceptualna umetnica čiji kreativni rad obuhvata slike, skulpture, video radove, instalacije i performanse. Aktivno se bavi umetnošću od 2001. godine, kada osmišljava originalni koncept pod nazivom  Tapittura.
Od 2001. do 2015. godine, stvarala je umetničke kolekcije na različite teme u kombinovanoj tehnici sa akrilikom, cementom i kristalima.
Od 2015. godine ZeVu je pokrenula novi umetnički pravac, nazvan АrtWalks - Umetnost u pokretu  koji predstavlja Mileninu potrebu da oslobodi umetnost od konvencionalnog izložbenog prostora, kao i od dominantnog zapadnog sistema savremene umetnosti kojem su umetnici snažno podređeni. Milena se spaja sa umetničkim radom, da bi odbranila i sačuvala svoju nezavisnost i kreativnu slobodu.

## Izložbe

### Samostalne izložbe / performansi
Jun 2005. samostalna izložba / performans „The One”, u Muzeju primenjenih umetnosti u Budimpešti. Milenina instalacija je zauzimala ceo prizemni deo Muzeja i dosezala do same ulice. 
Avgusta 2014. godine, izlaže portret „Dita u svom autu“, Hotel Regent, Porto Montenegro, kao omaž legendarnoj umetnici Tamari de Lempicki i njenom radu „Tamara u zelenom Bugatiju”, inspirisana  avangardnom, burlesk divom Ditom Fon Tiz.
U julu 2015. je imala samostalnu izložbu, „Veličanstvena priroda“, u Muzeju pomorske baštine u Porto Montenegru u Crnoj Gori. 
Maja 2016. godine, priredila je samostalnu izložbu ArtWalks – „Umetnost je u ćorsokaku“ , u Galeriji ŠTAB u Beogradu, na kojoj je izložila 4 velike monohromne slike koje prikazuju umetničin svojevrstan osvrt na  globalnu sputanost u umetnosti danas. Jula 2015. izlaže kolekciju „Veličanstvena priroda“, u Muzeju pomorske baštine u Porto Montenegru u Crnoj Gori.
U martu 2019. godine realizovala je performans u Domu Jevrema Grujića u Beogradu, kao omaž srpskoj umetnici Mileni Pavlović Barili posvećen životu i delu ove značajne srpske umetnice.  
Tokom maja 2020, u toku pandemije Covid-19, kreirala je seriju performansa Artwalks - gradovi, pod nazivom „Mi smo ovde”
Prvu veliku samostalnu izložbu priredila je u junu 2022. u Beogradu, povodom 20 godina stvaralaštva u kulturnom centru Silosi na Dorćolu. Kustos izložbe je bila Nina Vagić. Ovom prilikom izlaže omaž kontroverznom britanskom umetniku Grejsonu Periju,,  "Artist is Queen" iz 2022. godine, za koji je umetnica koristila Grejsonov fotografski portet, autora Ričarda Anseta. 

### Grupne izložbe
Leta 2018. u Londonu, učestvovala je na 250. letnjoj izložbi Kraljevske akademije umetnosti u Londonu sa radom  ArtWalks 139 Beograd.
Umetnički nakit i skulpturu pod nazivom  „Lepota nema granica" izlaže kao deo grupne izložbe u Monaku, Singapuru, Tokiju, Abu Dabiju, od juna do novembra 2010. godine, pod patronatom Nj.K.V Princa Alberta II od Monaka. Od juna do oktobra 2009. godine, učestvovala je na  grupnoj izložbi „Eko art parada“ u Monte Karlu.
Grupni multimedijalni projekat „Stvaranje balkanskih ratova. Igra" Personal Cinema, Atina, Solun, Madrid, Sofija, Berlin. 

### Manifestacije
Portret Merlin Monro, koji je urađen u Mileninoj autentičnoj tehnici akrilik, Swarovski kristali, izložen je i prodat na dobrotvornoj aukciji AmFar Dubai, u decembru 2009. godine.
U martu 2008. na Gala manifestaciji "Streets to Fields" u Njujorku, predstavila je portret fudbalske legende Pelea, urađenog u tehnici akrilik, Swarovski kristali.
Još jedna ikona koju je Milena ovekovečila Portret Princeze Grejs od Monaka, nastao 2008. godine, u tehnici akrilik, Swarovski kristali, od 2010. deo je kolekcije porodice Grimaldi. 
Decembar 2007, PFA, Gala događaj povodom 100 godina ove asocijacije u Mančesteru gde je bio izložen njen rad „Kristalna lopta“ koji je kreirala u saradnji sa poznatim ličnostima iz sveta sporta. 

## Bibliografija

### Katalozi / knjige
- Interviews with artists, Collectors art book, Al-Tiba 9, 2023, Barselona, Španija, korice, strana 150-154
- ArtWalks, izložbeni katalog Milena Zečević Vujičić, Black Pine doo, 2022, Srbija
- ArtWalks digitalni katalog, 2022, Srbija
- 250th Summer Exhibition Illustrated 2018, Royal Academy of Arts, London, Velika Britanija, strana 156
- Beogradjanke znaju, Branka Kovačević, Vulkan, 2017, Srbija, strana 90-103
- Vente Aux Encheres, 2017, Fight Aids Monaco, Monako, strana 55
- Vente Aux Encheres, 2015, Fight Aids Monaco, Monako, strana 23
- Vente Aux Encheres, 2014, Fight Aids Monaco, Monako, strana 40
- FAM 10 ans, 2014, Monako, strana 52
- Vente au profit de Fight Aids Monaco, 2011
- Eco Art Parade 2009, Fondation Prince Albert II de Monaco, Monako, strana 118
- Cinema Against Aids, 2009, Dubai
- amfAR Catalogue, December 2009, Dubai, strana 2
- Kolekcija savremene srpske umetnosti, Telenor d.o.o. 2009, Srbija, strana 124
- 34. Majska izložba 2002, ULUPUDS, arh. Zoran Bulajić, Beograd, strana 29

#### Intervjui
- Mira Adanja Polak: Ekskluzivno - Spojila je nemoguće - Milena Zevu
- Tri tačke: Milena ZeVu, Marko Luković, Nikola Čuturilo i Igor Vince
- URANAK1, Izložba „Umetnost u pokretu" od 10. do 19. juna na Dorćolu | Milena Zevu i Nina Vagić

## Galerija
- Performans, Milena, Dom Jevrema Grujića, 2019.
- ArtWalks 139 Cities Belgrade